# Pasca
Pasca – miasto w Kolumbii, w departamencie Cundinamarca.